# Amy Brenneman
Amy Frederica Brenneman (New London (Connecticut), 22 juni 1964) is een Amerikaans actrice. Ze speelde in onder meer de televisieseries NYPD Blue en Judging Amy. Ook speelde ze van 2007 tot en met 2013 een rol in de serie Private Practice als psychiater Violet Turner.
Ze speelde als Officer Janice Licalsi in het politiedrama NYPD Blue in 1993-1994 gedurende het eerste seizoen en de eerste paar afleveringen van het tweede seizoen.
In 1999 was ze de bedenker en producer van Judging Amy, waarin zijzelf ook speelde. In de serie speelde ze een gescheiden alleenstaande moeder werkende bij de familierechtbank in Hartford. Het concept van de serie was gebaseerd op het leven van haar moeder, Frederica Brenneman.
In 1995 trouwde Brenneman met filmregisseur Brad Silberling met wie zij twee kinderen heeft, Charlotte Tucker (maart 2001) en Bodhi Russell (juni 2005).
- Bibsys: 6047307
- Biblioteca Nacional de España: XX1292705
- Bibliothèque nationale de France: cb14158907r (data)
- CiNii: DA13912364
- Gemeinsame Normdatei: 141699191
- International Standard Name Identifier: 0000 0000 5938 6340
- Library of Congress Control Number: no98063367
- Nationale Bibliotheek van Tsjechië: xx0165022
- Nationale Bibliotheek van Israël: 987007432418705171
- Nationale Bibliotheek van Polen: a0000001613218
- Nederlandse Thesaurus van Auteursnamen: 395990750
- Système universitaire de documentation: 194347303
- Virtual International Authority File: 61161214
- WorldCat: E39PBJyhgrYtBGcfwQQ76H86Kd